# Nefertkau II
Nefertkau fue una dama de la nobleza del Antiguo Egipto, esposa del príncipe Jufujaf I, hijo del faraón Jufu.
Nefertkau y Jufujaf tuvieron varios hijos, incluidos dos varones llamados Uetka e Iuenka, así como una hija, de la que se desconoce su nombre. Estos dos hijos varones aparecen en la tumba de sus padres ofreciendo papiros y ambos tienen el título de "hijo del rey". Una hija, sin nombre, está representada detrás de sus padres sentados en la sala interior de la mastaba. Es posible que un alto funcionario llamado Jufujaf II fuera el tercer hijo de Jufujaf y Nefertkau.

## Tumba
Nefertkau fue enterrada en la tumba G 7130 b en Guiza ubicada en el cementerio oriental, que es parte del complejo funerario de Jufu, en la necrópolis de Guiza. La tumba era parte de la mastaba doble construida para Nefertkau y su esposo Jufujaf. Para el egiptólogo Reisner, la construcción de la tumba habría comenzado entre los años 17-24 del reinado de Jufu.
Nefertkau está representada en el vestíbulo y en el sala interior de la mastaba. Quedan fragmentos de inscripciones que muestran que Jufujaf I fue representado varias veces en su capilla. Su hijo Uetka está representado al menos una vez.
Nefertkau fue enterrada en la tumba de pozo G 7130 B. El pozo contenía fragmentos de un sarcófago de granito rojo. La cámara funeraria había sido reutilizada en el período ptolemaico. Cuando se excavó, se encontró un pasadizo que conducía al cercano templo de Isis y se encontraron ushebtis en el suelo.